# Deichbrand
Le Deichbrand (stylisé DEICHBRAND) est un festival de musique allemand organisé annuellement près de Cuxhaven. 

## Concept
Le festival Deichbrand est organisé pour la première fois en 2005. Le festival, qui se déroulait à l'origine sur deux jours, passe à trois jours d'événements pour la quatrième édition en 2008, afin de renforcer son caractère de festival. Le festival, qui connaît un succès suprarégional, accueille pour la cinquième fois sur la côte de la mer du Nord deux têtes d'affiche qui ont connu un grand succès commercial : Mando Diao et The Streets. 
Le financement est assuré par le sponsoring de plusieurs entreprises nationales, mais aussi par plusieurs entreprises locales. L'événement accueille des musiciens de rock, pop, hip-hop, métal, emo et punk. Le festival Deichbrand compte six scènes au total : les deux scènes principales, Fire Stage et Water Stage, qui sont occupées en alternance, de sorte que personne ne manque l'un des nombreux temps forts ; le Palastzelt, la seule scène couverte pouvant accueillir jusqu'à 7 000 visiteurs ; l'Electric Island, une scène pour les adeptes d'EDM, qui a déjà accueilli des DJ de renommée mondiale comme Charlotte de Witte ou Sven Väth ; le Jever Hafenbar, une scène au look maritime rustique ainsi que la scène réactivée New-Port qui, depuis 2023, met en lumière les artistes émergents.

## Visiteurs
En 2009, le festival en plein air accueille plus de 10 000 visiteurs, et en 2011, il affiche complet pour la première fois avec près de 20 000 billets vendus. En 2012 et 2013, le festival affiche également complet avec respectivement 25.000 et 35 000 visiteurs. Puis, en 2014, 40 000 fans fêtent le grand festival anniversaire. En 2018, le festival Deichbrand atteint un nouveau record d'affluence avec 60 000 visiteurs, un record qui est maintenu depuis, à l'exception des deux années de pandémie de Covid-19. En 2023, le festival affiche de nouveau complet très tôt avec 60 000 visiteurs par jour,.